# Нижняя лобная борозда
Нижняя лобная борозда (лат. sulcus frontalis inferior) расположена в префронтальной коре лобной доли головного мозга. Она отходит кпереди почти под прямым углом от нижней прецентральной борозды и располагается между средней и нижней лобными извилинами.

## Дополнительные изображения

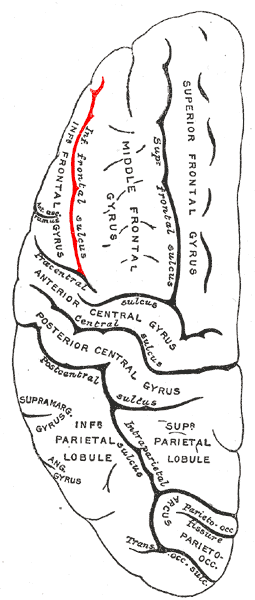
Боковая поверхность левого полушария (вид сверху), нижняя лобная борозда отмечена красным
Анимация. Нижняя лобная борозда отмечена красным
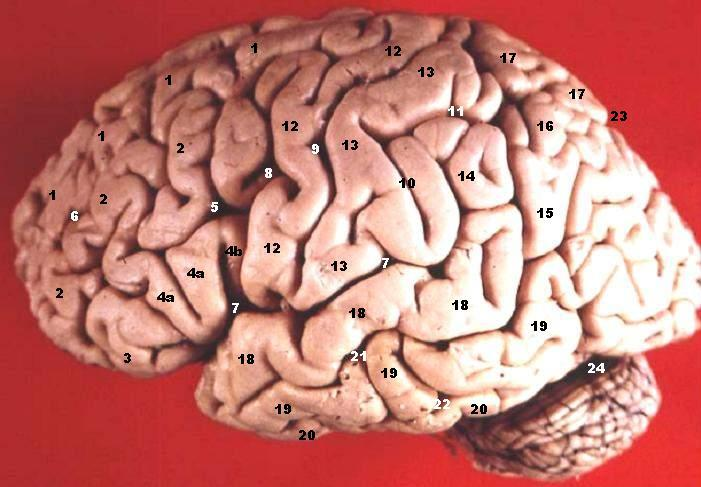
Головной мозг, вид сбоку. Нижняя лобная борозда отмечена цифрой 5.